# Arenaria modesta
Arenaria modesta är en nejlikväxtart. Arenaria modesta ingår i släktet narvar, och familjen nejlikväxter.

## Underarter
Arten delas in i följande underarter:
- A. m. africana
- A. m. modesta
- A. m. tenuis